# Neskevaaraite-Fe
La neskevaaraite-Fe è un minerale appartenente al gruppo della gutkovaite.